# Кнётель, Рихард
Рихард Кнётель (нем. Richard Knötel; (12 января 1857, Глогау, Силезия — 26 апреля, 1914, Берлин) — немецкий художник-баталист.

## Биография
Родился в Глогау в семье учителя живописи Августа Кнётеля. В 23 года поступил в Берлинскую академию изящных искусств, уже имея за спиной немалый опыт журнального художника-иллюстратора. После учебы Кнётель начал собирать книги по военной истории, и в итоге собрал их более 9 000. На основании этих источников Кнётель создал огромное количество иллюстраций, изображающих европейскую военную форму различных стран с 17-го по начало 20-го века. Эти рисунки востребованы до сих пор, в силу высокого художественного качества и высокой точности деталей. Примером работы Кнётеля является книга, состоящая из десятков великолепных рисунков униформы германских государств.
Кнётель был дружен с другим известным батальным живописцем — Карлом Рёхлингом. Вместе с ним он написал и проиллюстрировал две патриотические книги для детей, посвящённые немецкой военной истории. Кроме рисунков, изображающих униформу, он также выполнил значительное число картин на батальный сюжет.
Рихард Кнётель скончался от малярии, которой заболел во время поездки в Германскую Восточную Африку, и был похоронен на кладбище святого Матфея в берлинском районе Темпельхоф.
Его сын, Герберт Кнётель (1893-1963) — известный историк-униформист.

## Галерея

### Наполеоновские войны

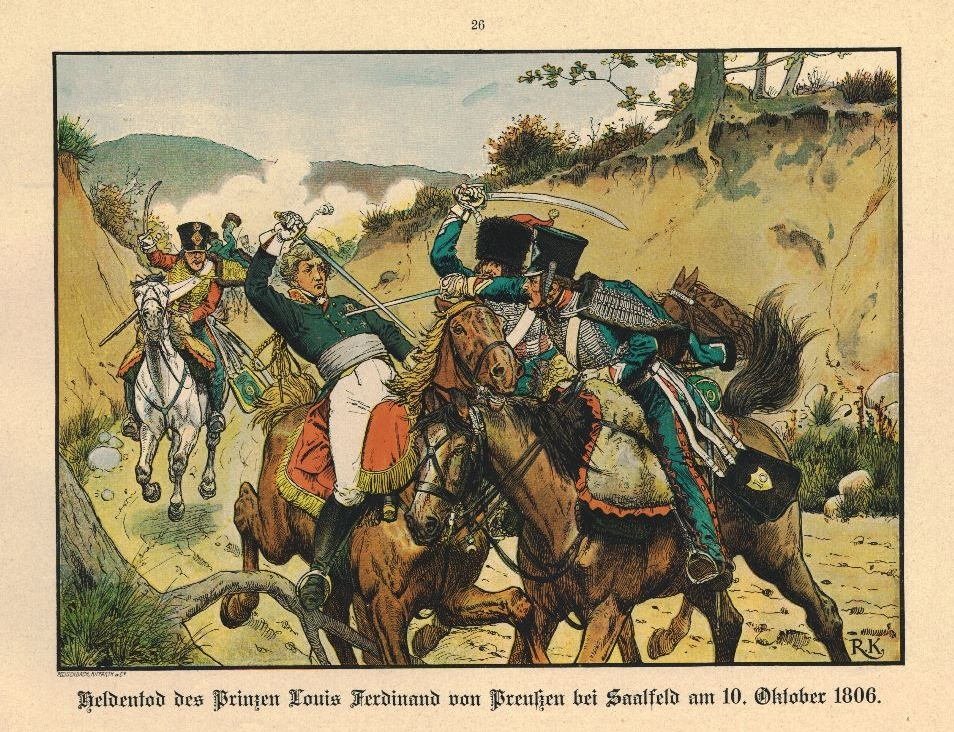
Гибель принца Людвига Фридриха Прусского при Заальфельде в 1806.
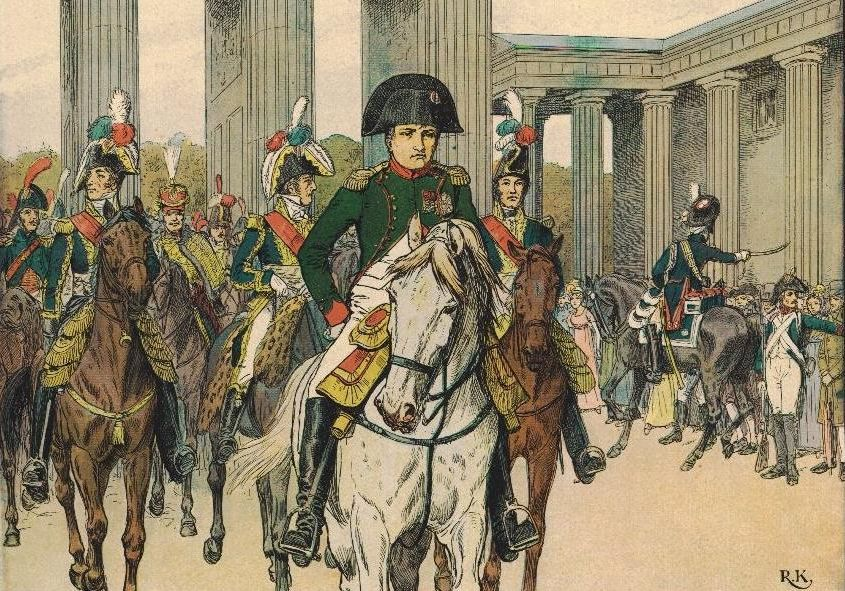
Вступление Наполеона в Берлин в 1806.
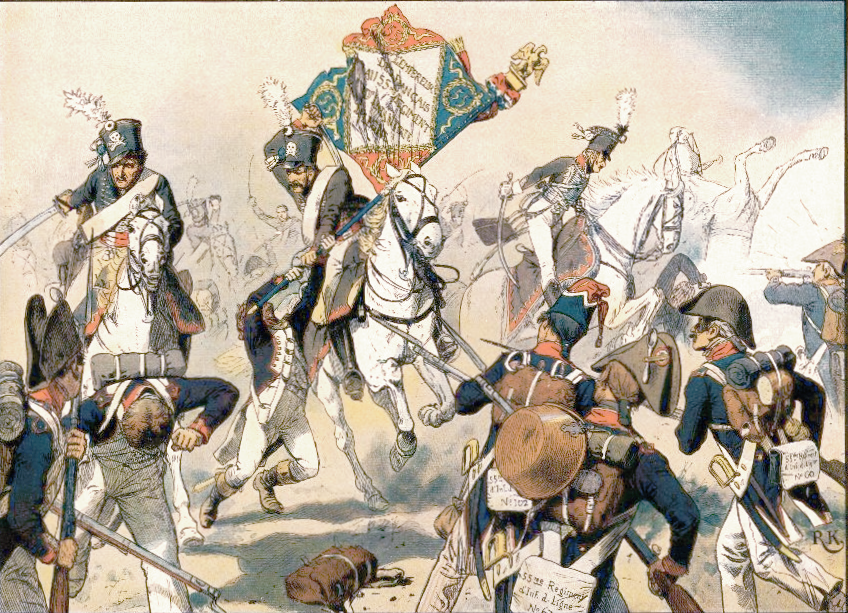
Сражение при Гейльсберге, 1807.
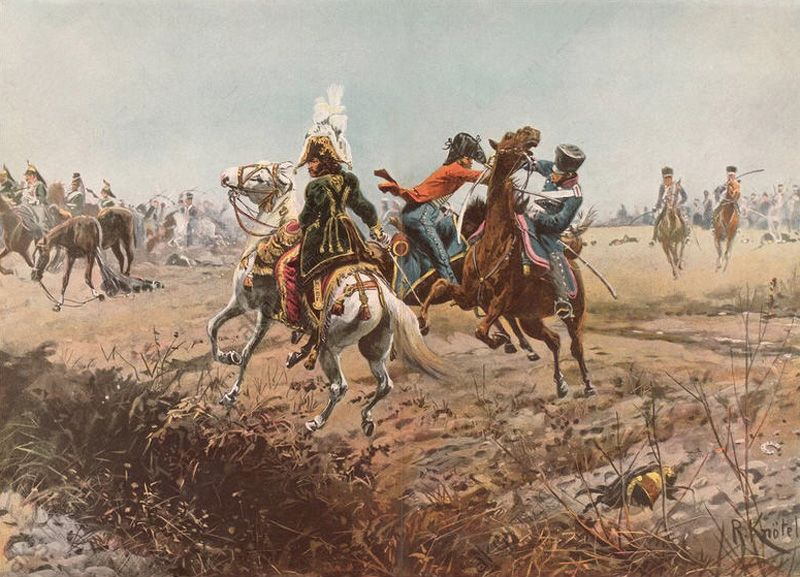
Маршал Мюрат в 1813 году.
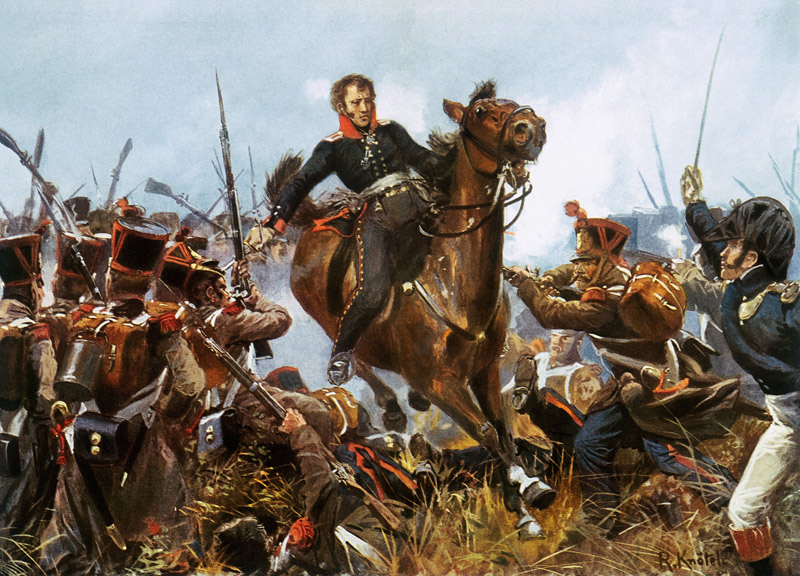
Майор Генрих фон Крозиг в 1813 году.
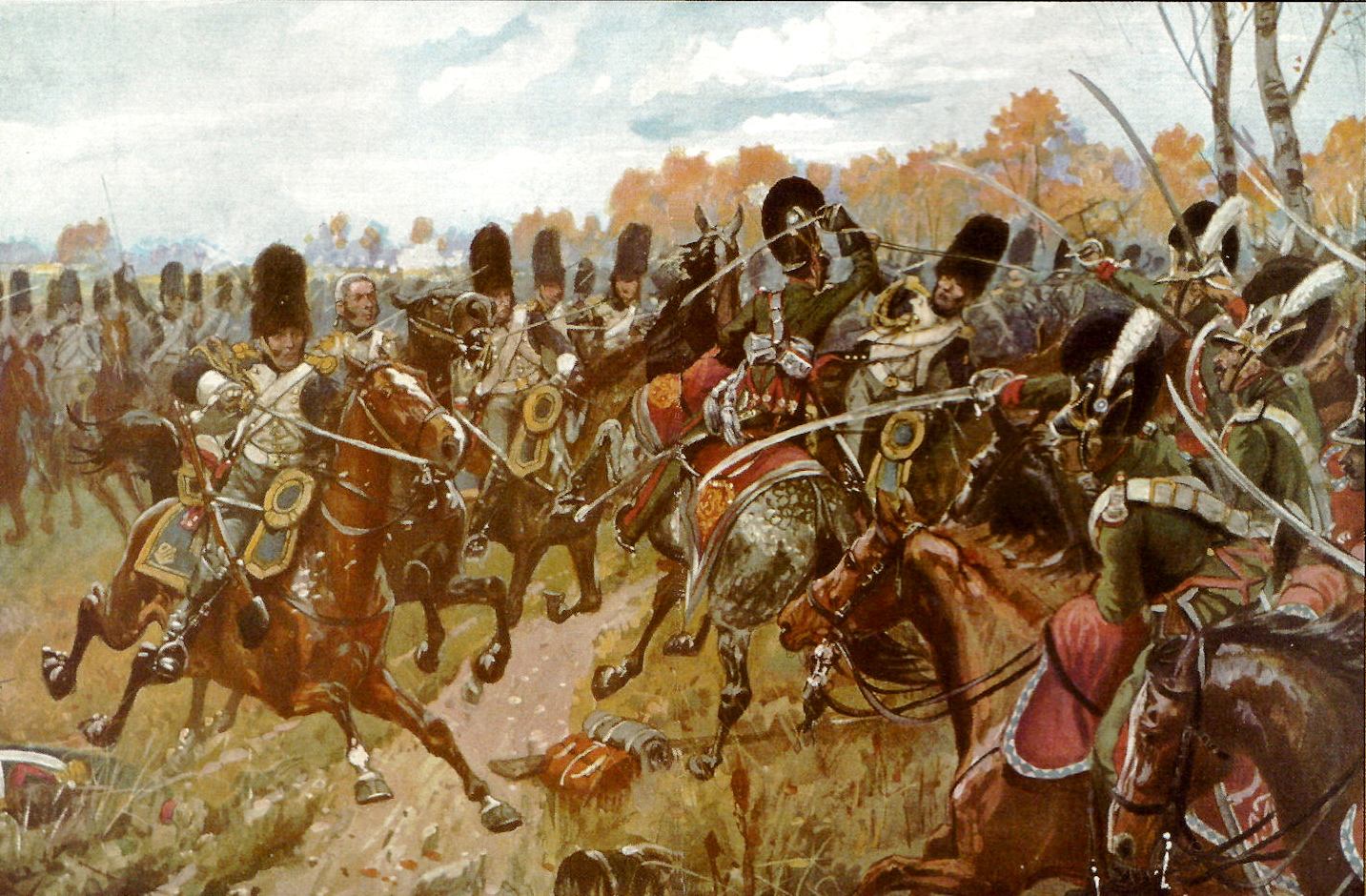
Конные гренадеры Императорской гвардии (Франция) в Битве при Ганау (1814).
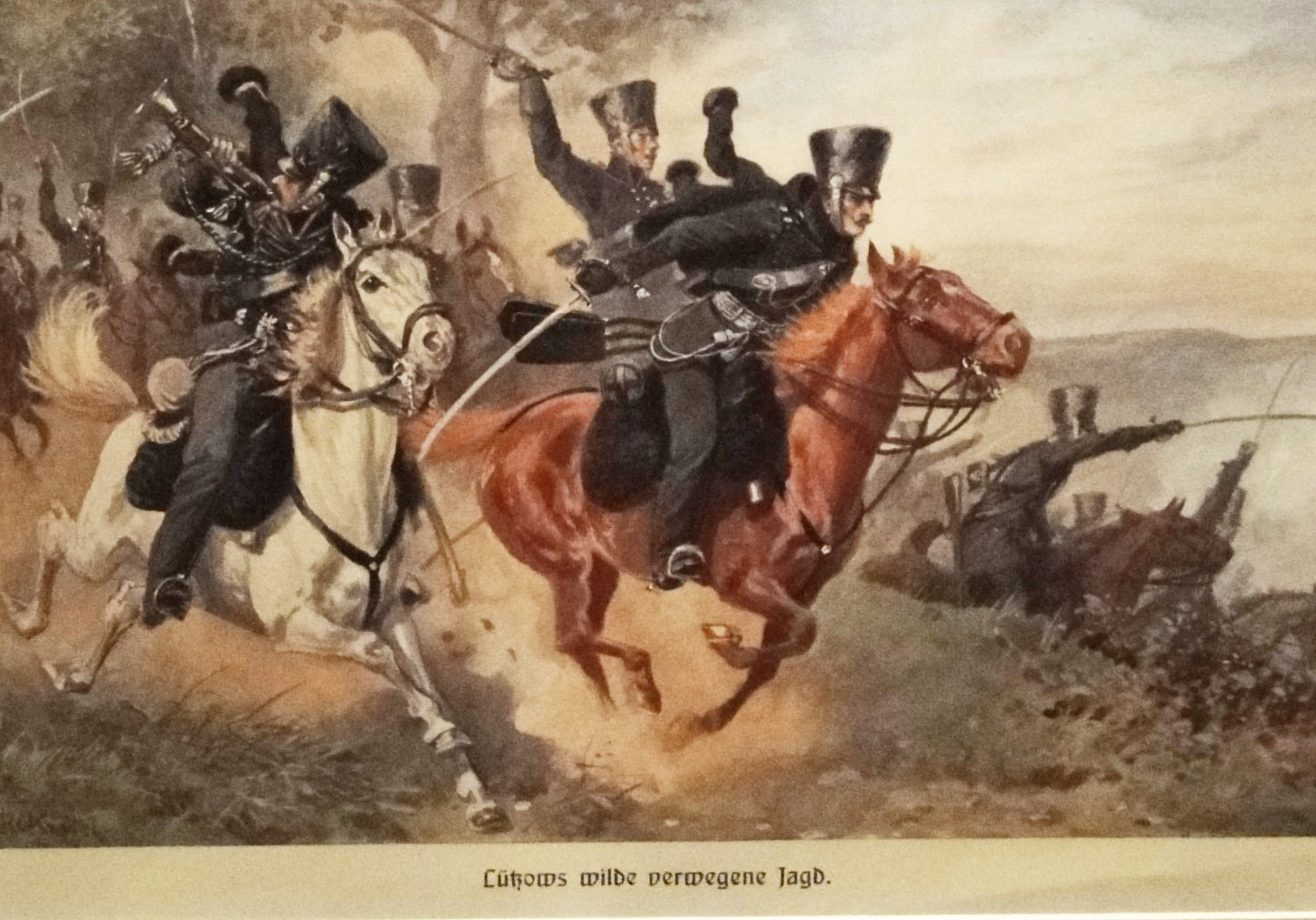
Атака прусских чёрных гусар, 1813-15.
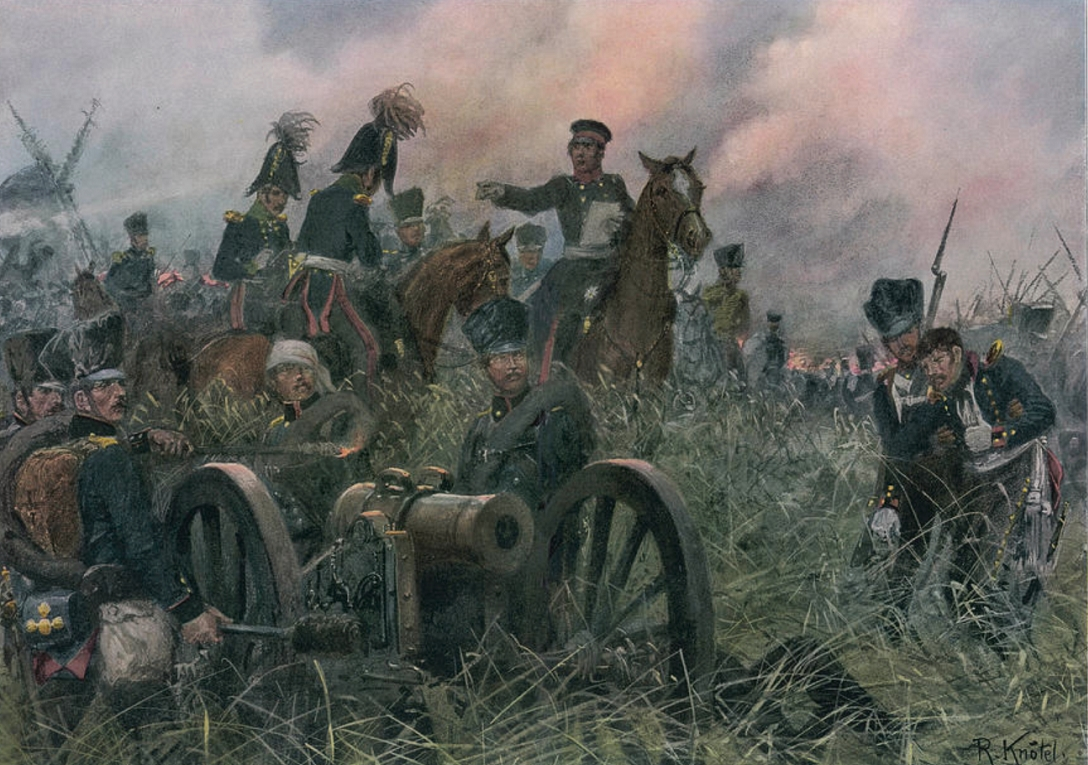
Генерал Гнейзенау в битве при Линьи.
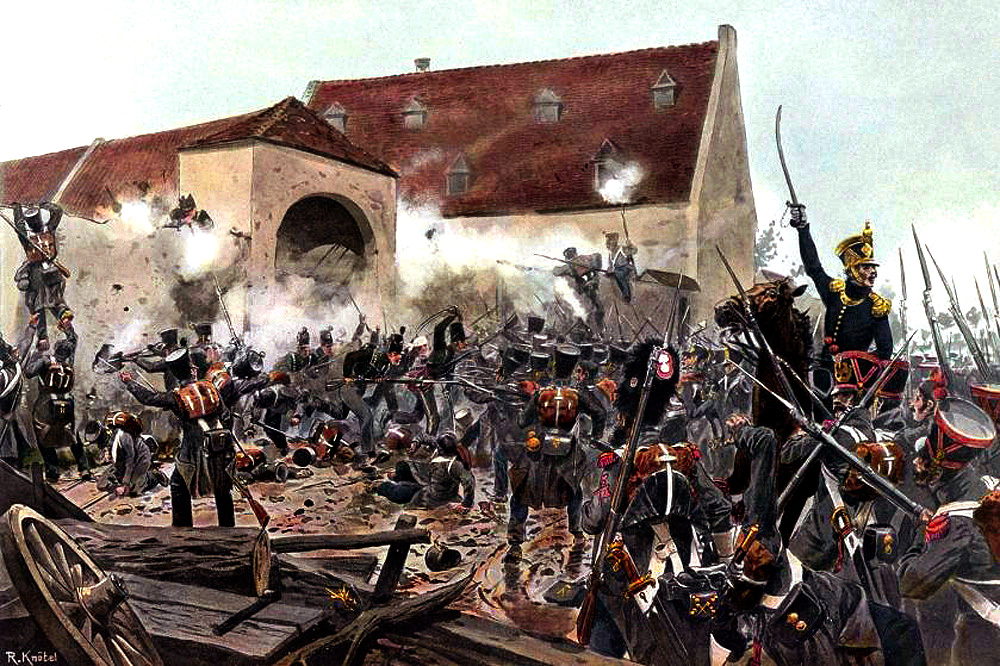
Атака французов на ферму Ла-Э-Сент в ходе битвы при Ватерлоо.
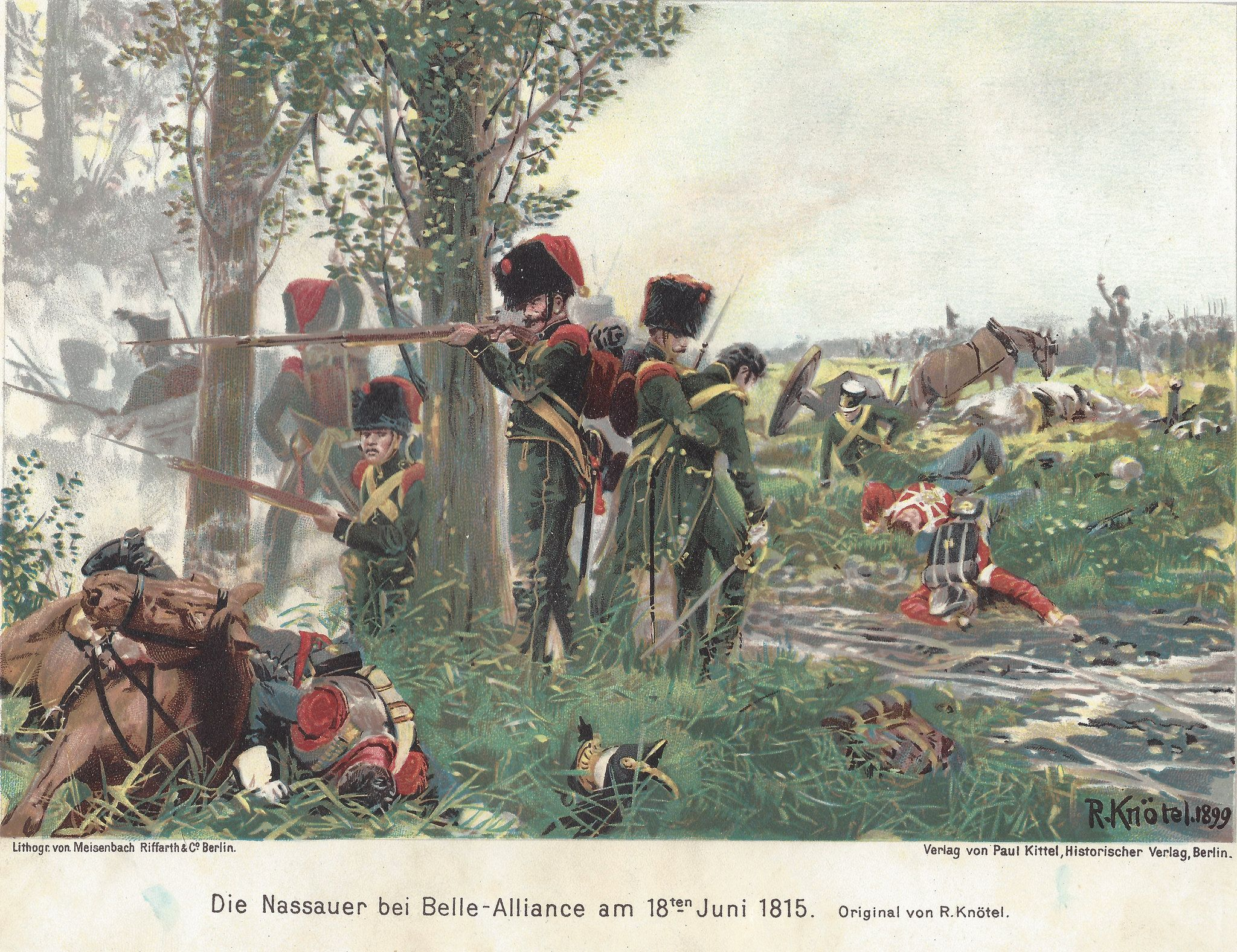
Пехотный контингент Нассау при Ватерлоо (на стороне англо-нидерландцев).

### Другие работы

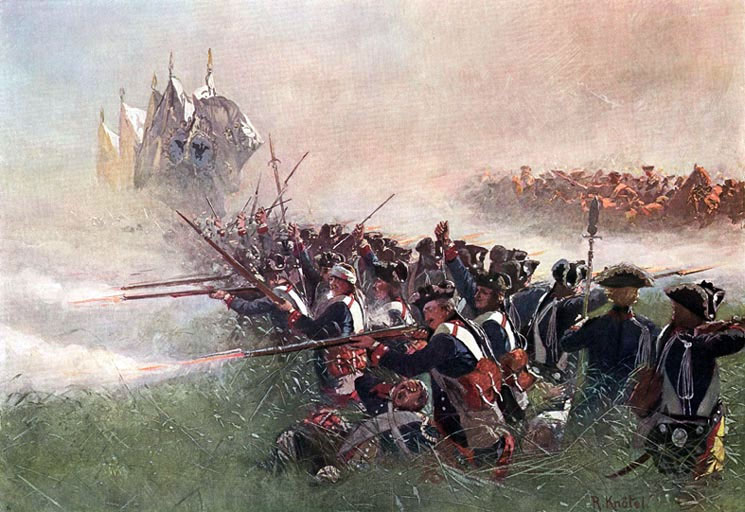
Прусская пешая гвардия в битве при Колине в Семилетнюю войну.
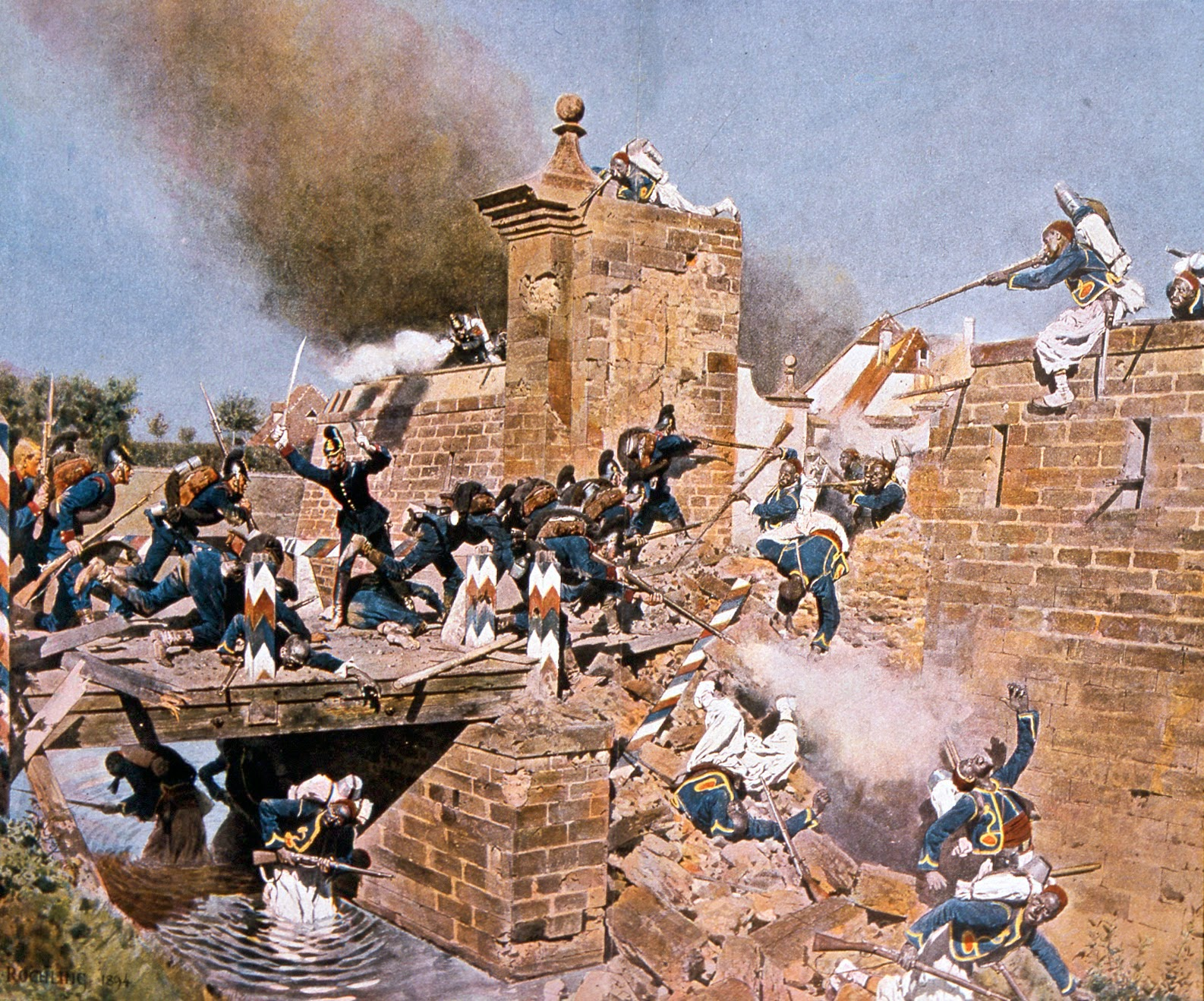
Штурм ворот Вайсенбурга (Висамбура), 1870 год.
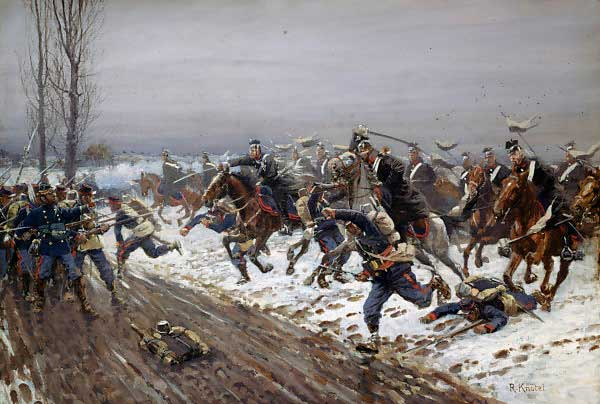
Прусские уланы  в битве при Сен-Кантене (1871).